# فرانکلین (میزوری)
فرانکلین (به انگلیسی: Franklin) یک شهر در ایالات متحده آمریکا است که در شهرستان هوارد، میزوری واقع شده‌است. فرانکلین ۰٫۶۰ کیلومتر مربع مساحت و ۹۵ نفر جمعیت دارد و ۱۸۲ متر بالاتر از سطح دریا قرار دارد.